# Томор
Томор (на старобългарски: Томорица; на албански: Tomori) е планина в централна част Албания, разположена между долините на реките Девол на север и североизток, левият ѝ приток Томорица на изток и Осум на запад. Най-високата ѝ точка е връх Партизан 2480 m (най-високата точка в централната част на страната). Дължина от север на юг около 55 km, ширина до 25 km. На юг долината на река Чоровода (десен приток на Осум) я отделя от планината Островице. Изградена е основно от варовици и флишеви скали и е силно разчленена от притоците на Девол и Осум. Най-голямата река, водеща началото си от планината, е Ляпардица (десен приток на Осум. Склоновете ѝ на височина до 1800 m са заети от дъбови и букови гори, а нагоре следват планински пасища. През зимата районите, разположени над 1000 m, са покрити със сняг. По западното ѝ подножие, в долината на река Осум, са разположени градовете Берат и Кучова. В планината Томор е създаден национален парк.
Йоан Скилица нарича покрай крепостта Копринища в полите ѝ планината Врохот (т.е. „върхът“), на което се намира бекташкото теке Кулмак.
Според легендата Томор и Шпирагу били двама братя гиганти, които се влюбили в една и съща красива девойка и започнали да се бият помежду си за нея. Богът ги наблюдавал и като се разсърдил, ги превърнал в камъни. Момичето много се огорчило и започнало да плаче, а от сълзите ѝ потекла реката Осум, която разделя двете планини.
В 1018 г. от Копринища, под планината Томор, българският цар Пресиян II, с братята си Алусиан и Арон, оказва последната съпротива на Първата българска държава срещу Византия, но е принуден да се предаде на Василий II. В крепостта на Успение Богородично е коварно заловен и ослепен от византийския стратег Евстатий Дафномил и неговите приближени войводата Ивац.